# Оскар Марвік
Оскар Марвік (норв. Oskar Marvik; нар. 22 листопада 1995) — норвезький борець греко-римського стилю, бронзовий призер чемпіонату світу, бронзовий призер чемпіонату Європи, дворазовий чемпіон, срібний та дворазовий бронзовий призер Північних чемпіонатів.

## Життєпис
У 2017 році став бронзовим призером чемпіонату Європи серед молоді. Наступного року на цих же змаганнях повторив такий же результат.

## Спортивні результати на міжнародних змаганнях

### Виступи на Чемпіонатах світу
| Змагання                        | Збірна   | Вагова категорія                  | Місце  |
| ------------------------------- | -------- | --------------------------------- | ------ |
| Чемпіонат світу з боротьби 2018 | Норвегія | греко-римська боротьба, до 130 кг | 10     |
| Чемпіонат світу з боротьби 2019 | Норвегія | греко-римська боротьба, до 130 кг | 26     |
| Чемпіонат світу з боротьби 2021 | Норвегія | греко-римська боротьба, до 130 кг | Бронза |
| Чемпіонат світу з боротьби 2022 | Норвегія | греко-римська боротьба, до 130 кг | 12     |

### Виступи на Чемпіонатах Європи
| Змагання                         | Збірна   | Вагова категорія                  | Місце  |
| -------------------------------- | -------- | --------------------------------- | ------ |
| Чемпіонат Європи з боротьби 2017 | Норвегія | греко-римська боротьба, до 130 кг | 17     |
| Чемпіонат Європи з боротьби 2019 | Норвегія | греко-римська боротьба, до 130 кг | 13     |
| Чемпіонат Європи з боротьби 2023 | Норвегія | греко-римська боротьба, до 130 кг | Бронза |

### Виступи на Європейських іграх
| Змагання              | Збірна   | Вагова категорія                  | Місце |
| --------------------- | -------- | --------------------------------- | ----- |
| Європейські ігри 2019 | Норвегія | греко-римська боротьба, до 130 кг | 5     |

### Виступи на Північних чемпіонатах
| Змагання                            | Збірна   | Вагова категорія                  | Місце  |
| ----------------------------------- | -------- | --------------------------------- | ------ |
| Північний чемпіонат з боротьби 2015 | Норвегія | греко-римська боротьба, до 130 кг | Бронза |
| Північний чемпіонат з боротьби 2016 | Норвегія | греко-римська боротьба, до 130 кг | Срібло |
| Північний чемпіонат з боротьби 2017 | Норвегія | греко-римська боротьба, до 130 кг | Бронза |
| Північний чемпіонат з боротьби 2018 | Норвегія | греко-римська боротьба, до 130 кг | Золото |
| Північний чемпіонат з боротьби 2021 | Норвегія | греко-римська боротьба, до 130 кг | Золото |

### Виступи на інших змаганнях
| Змагання                                                       | Збірна   | Вагова категорія                  | Місце  |
| -------------------------------------------------------------- | -------- | --------------------------------- | ------ |
| Тор Мастерс 2015                                               | Норвегія | греко-римська боротьба, до 130 кг | Бронза |
| Міжнародний турнір Любомира Івановича-Гедзи 2016               | Норвегія | греко-римська боротьба, до 130 кг | Бронза |
| Кубок Владислава Пітласинські 2016                             | Норвегія | греко-римська боротьба, до 130 кг | 10     |
| Кубок Арво Хаавісто 2016                                       | Норвегія | греко-римська боротьба, до 130 кг | Бронза |
| Турнір Германа Каре 2017                                       | Норвегія | греко-римська боротьба, до 130 кг | Бронза |
| Гран-прі Парижа з боротьби 2017                                | Норвегія | греко-римська боротьба, до 130 кг | Срібло |
| Тор Мастерс 2017                                               | Норвегія | греко-римська боротьба, до 130 кг | Бронза |
| Кубок Владислава Пітласинські 2017                             | Норвегія | греко-римська боротьба, до 130 кг | 13     |
| Кубок Арво Хаавісто 2017                                       | Норвегія | греко-римська боротьба, до 130 кг | Срібло |
| Турнір Германа Каре 2018                                       | Норвегія | греко-римська боротьба, до 130 кг | 4      |
| Турнір Івана Піддубного 2018                                   | Норвегія | греко-римська боротьба, до 130 кг | 12     |
| Тор Мастерс 2018                                               | Норвегія | греко-римська боротьба, до 130 кг | 10     |
| Гран-прі Німеччини з боротьби 2018                             | Норвегія | греко-римська боротьба, до 130 кг | 13     |
| Кубок Владислава Пітласинські 2018                             | Норвегія | греко-римська боротьба, до 130 кг | Бронза |
| Міжнародний турнір Любомира Івановича-Гедзи 2018               | Норвегія | греко-римська боротьба, до 130 кг | Бронза |
| Турнір Германа Каре 2019                                       | Норвегія | греко-римська боротьба, до 130 кг | Срібло |
| Гран-прі Загреба з боротьби 2019                               | Норвегія | греко-римська боротьба, до 130 кг | Золото |
| Гран-прі Угорщини з боротьби 2019                              | Норвегія | греко-римська боротьба, до 130 кг | 18     |
| Тор Мастерс 2019                                               | Норвегія | греко-римська боротьба, до 130 кг | 8      |
| Меморіал Маттео Пелліконе 2020                                 | Норвегія | греко-римська боротьба, до 130 кг | 5      |
| Тор Мастерс 2020                                               | Норвегія | греко-римська боротьба, до 130 кг | 13     |
| Гран-прі Загреба з боротьби 2021                               | Норвегія | греко-римська боротьба, до 130 кг | 10     |
| Олімпійський кваліфікаційний турнір з боротьби 2020 (Будапешт) | Норвегія | греко-римська боротьба, до 130 кг | 16     |
| Олімпійський кваліфікаційний турнір з боротьби 2020 (Софія)    | Норвегія | греко-римська боротьба, до 130 кг | 16     |
| Тор Мастерс 2021                                               | Норвегія | греко-римська боротьба, до 130 кг | Золото |
| Відкритий чемпіонат Загреба з боротьби 2022                    | Норвегія | греко-римська боротьба, до 130 кг | Бронза |
| Меморіал Маттео Пелліконе 2022                                 | Норвегія | греко-римська боротьба, до 130 кг | 5      |
| Відкритий чемпіонат Загреба з боротьби 2023                    | Норвегія | греко-римська боротьба, до 130 кг | Срібло |
| Тор Мастерс 2023                                               | Норвегія | греко-римська боротьба, до 130 кг | 4      |

### Виступи на змаганнях молодших вікових груп
| Змагання                                          | Збірна   | Вагова категорія                  | Місце  |
| ------------------------------------------------- | -------- | --------------------------------- | ------ |
| Північний чемпіонат з боротьби серед кадетів 2012 | Норвегія | греко-римська боротьба, до 100 кг | Золото |
| Чемпіонат Європи з боротьби серед кадетів 2012    | Норвегія | греко-римська боротьба, до 100 кг | 14     |
| Північний чемпіонат з боротьби серед юніорів 2014 | Норвегія | греко-римська боротьба, до 96 кг  | 4      |
| Північний чемпіонат з боротьби серед юніорів 2015 | Норвегія | греко-римська боротьба, до 120 кг | Золото |
| Чемпіонат Європи з боротьби серед юніорів 2015    | Норвегія | греко-римська боротьба, до 120 кг | 13     |
| Чемпіонат Європи з боротьби серед молоді 2016     | Норвегія | греко-римська боротьба, до 130 кг | 7      |
| Чемпіонат Європи з боротьби серед молоді 2017     | Норвегія | греко-римська боротьба, до 130 кг | Бронза |
| Чемпіонат світу з боротьби серед молоді 2017      | Норвегія | греко-римська боротьба, до 130 кг | 17     |
| Чемпіонат Європи з боротьби серед молоді 2018     | Норвегія | греко-римська боротьба, до 130 кг | Бронза |
| Чемпіонат світу з боротьби серед молоді 2018      | Норвегія | греко-римська боротьба, до 130 кг | 5      |